# Famille de Gex
La famille de Gex ou de Genève-Gex est une famille noble issue d'une branche collatérale de la maison de Genève au XIIIe siècle. Elle obtient, probablement en apanage, le pays de Gex.
Elle ne doit pas être confondue avec la famille de Gex, installée sur la terre de Gex vers le XIIe siècle, et la famille Gex, issue du châtelain Charles Jay ou Jai qui transforme son nom en de Gex à la suite de son anoblissement en 1563, seigneur de Vallon (Vallée du Giffre), et dont les descendants porteront le titre de baron de Saint-Chistrophe,.

## Histoire
En 1045, le comte Gérold de Genève devient le maître du pays de Gex. Le fief, qui appartient au domaine privé des comtes de Genève, est géré, semble-t-il, par un vidomne (vice dominus), au moins au XIIe siècle (v. 1137). L'historien Duparc s'interroge sur l'appartenance des vidomnes à une ancienne famille de Gex.
Le territoire est très probablement donné en apanage à un cadet de la maison de Genève, Amédée de Genève, vers 1188, date de la première mention,,. Le document est une décision arbitrale rendue en février 1188 et concernant un différend entre l'évêque de Genève, Nantelme, et le comte, Guillaume Ier de Genève,. Participent à cette décision les frères du comte, Henri de Faucigny (qui a épousé leur sœur, Comtesson) et Amédée de Gex. L'historien et spécialiste Lucien Choudin indique quant à lui que « Amédée [...] conquit les terres de la rive droite du Léman et érigea une baronnie indépendante ».
Amédée est le fils cadet du comte Amédée Ier de Genève, et de sa seconde épouse, appartenant à la famille de Domène. Son fils aîné, Étienne, lui succède. Mort quelques années plus tard, c'est son frère, Amédée II, qui hérite de la baronnie en 1227.

Vue partielle d'une tour de l'ancienne Abbaye de Bonmont, à Chéserex dans le canton de Vaud.

Des tensions sont apparus entre le nouveau sire de Gex et le comte Guillaume III de Genève. Amédée II va donc se rapprocher du nouveau grand seigneur de la région, Pierre de Savoie, frère du comte Amédée IV de Savoie. L'acte du 12 juin 1234 officialise cette nouvelle alliance par un hommage rendu à Pierre de Savoie, tout en réservant la fidélité du sire de Gex au comte de Genève,,. Amédée de Gex reconnaît ainsi tenir le château de Gex de Pierre de Savoie et ainsi lui reconnaître le droit de s'en servir en cas de conflit. Aymon II de Faucigny semble être à l'origine de ce rapprochement. Il reconnaît, à cette occasion, hommage au sire de Gex, lui donnant ainsi ses possessions entre Divonne et La Cluse.
Lors de la mort d'Amédée II, sa fille aînée Léonète devient son héritière universelle. Elle est mariée à Simon de Joinville, fils de Simon de Joinville et beau-frère du seigneur Pierre de Savoie. Leur fils, Guillaume, hérite du titre de baron de Gex et donne naissance à une nouvelle branche, les Joinville-Gex. Guillaume rendit un hommage lige pour sa terre au comte de Savoie, Amédée V, en 1289.

## Sépulture
Les seigneurs de Gex sont enterrés dans la chapelle de l'abbaye de Bonmont (canton de Vaud), dont ils sont les bienfaiteurs.

## Généalogie
les auteurs du Régeste genevois (1866), Paul Lullin et Charles Le Fort, présentent une généalogie des « sires de Gex », complétée l'arbre généalogique de l'Armorial du comte de Foras (1893) et la présentation du site de généalogie de la Foundation for Medieval Genealogy (MedLands) :
- Amédée Ier de Genève, dit de Gex (avt. 1153[ReG 5]- entre mai et le 17 octobre 1211[5]), ∞ Poncia de Thoire et Villars.
  - Étienne, seigneur de Gex de v. 1211 à 1227.
  - Amédée II, seigneur de Gex de  v. 1227 à 1247.
    - marié Béatrice, fille d'Ulric de Baugé (aujourd'hui Bâgé), seigneur de Baugé et de Bresse.
      - Léonor ou Léonete ou Léonette († 1302), est mariée en 1252 à Simon de Joinville († 1276), fils de Simon de Joinville et de Béatrice d'Auxonne. Simon de Joinville[7] hérite du titre de Gex qui passe à leur fils aîné.
        - Pierre (attesté de 1277 à 1287)[7].
        - Guillaume (attesté de 1287 à 1324)[7]. Naissance de la branche des Joinville-Gex.
        - Pierre (1301).
        - Béatrix, mariée à Guy Alamandi.
        - Agnès.

      - Isabelle.
      - N. N.
      - Marguerite, prieure de Mélan.

## Possessions
Liste par ordre alphabétique et non exhaustive des possessions tenues en nom propre ou en fief de la famille de Gex :
- château de Florimont, à Gex[15].
- château de Gex[16].
- château de Pougny[17] ;
- château de Sallanches, à Cordon (à la suite des Faucigny)[18].

#### Régeste genevois
1. 1 2  Régeste genevois, 1866, p. 122-123, Décision arbitrale de février 1188, (présentation en ligne ou version numérique REG 0/0/1/444).
2. ↑  Régeste genevois, 1866, p. 179, Acte de l'année 1153 (présentation en ligne ou en version numérique REG 0/0/1/668).
3. ↑  Régeste genevois, 1866, p. 316, Acte du 7 mars 1289 (REG 0/0/1/1284).
4. ↑  Régeste genevois, 1866, p. NP (« Tableaux généalogiques des sires de Gex et des barons de Vaud »).
5. ↑  Régeste genevois, 1866, p. 93, Acte de l'année 1153, (présentation en ligne ou version numérique REG 0/0/1/332).

#### Autres références
1. ↑  Henri Baud, Jean-Yves Mariotte, Alain Guerrier, Histoire des communes savoyardes : Le Faucigny, Roanne, Éditions Horvath, 1980, 619 p. (ISBN 2-7171-0159-4), p. 538.
2. ↑  Foras, p. 109-111 (présentation en ligne).
3. 1 2 3 4 5  Lucien Choudin, « Le pays de Gex - De l'époque romaine à 1601 », Archives départementales de la Savoie et de la Haute-Savoie - Sabaudia.org (consulté en décembre 2017).
4. 1 2 3  Duparc, 1978, p. 411 (présentation en ligne).
5. 1 2 3 4  Marie-Claude Junod, « L'enquête contre Aymon de Grandson, évêque de Genève », Polémiques religieuses: Etudes et textes, H. Champion, t. XLVIII,‎ 1979, p. 34-35 (ISBN 978-2-88049-008-9, lire en ligne).
6. ↑  Amédée de Gex, sur le site MedLands.
7. 1 2 3 4 5 6 7  Ansgar Wildermann / AN, « Gex, de » dans le Dictionnaire historique de la Suisse en ligne.
8. ↑  Paul Guichonnet, « de Genève » dans le Dictionnaire historique de la Suisse en ligne, version du 11 février 2010.
9. ↑  Duparc, 1978, p. 132 (présentation en ligne).
10. ↑  (en) Eugene L. Cox, The Eagles of Savoy : The House of Savoy in Thirteenth-Century Europe, Princeton University Press, 2015 (réimpr. 2015) (1re éd. 1974), 512 p. (ISBN 978-1-4008-6791-2, lire en ligne), p. 41.
11. ↑  Matthieu de la Corbière, L'invention et la défense des frontières dans le diocèse de Genève : Étude des principautés et de l'habitat fortifié (XIIe – XIVe siècle), Annecy, Académie salésienne, 2002, p. 52.
12. 1 2  Duparc, 1978, p. 166 (présentation en ligne).
13. ↑  Foras, p. 71, (présentation en ligne).
14. ↑  B. Seigneurs de Gex (Genève), sur le site Foundation for Medieval Genealogy (MedLands).
15. ↑  Charles-Laurent Salch et Joseph-Frédéric Finó (photogr. Dominique Martinez), Atlas des châteaux forts en France, Strasbourg, Éditions Publitotal, 1988, 19e éd. (1re éd. 1977), 834 p., p. 20 (cf. Florimont).
16. ↑  Salch et Finó 1988, p. 20 (cf. Gex).
17. ↑  Salch et Finó 1988, p. 25 (cf. Pougny).
18. ↑  Dominique Dilphy, Les châteaux et maisons fortes du Pays du Mont-Blanc, Sallanches, Les Chats-Huants de Charousse, 2009, 47 p., p. 42.